# Chã das Caldeiras (Cabo Verde)
Chã das Caldeiras es una localidad caboverdiana del municipio de Santa Catarina do Fogo.

## Geografía
La localidad está situada en la isla de Fogo.

## Organización territorial
La localidad abarca los lugares y barrios de:
- Bangaeira
- Cova Tina
- Djeu di Lorna
- Portela